# Pusung Malang
Pusung Malang is een bestuurslaag in het regentschap Pasuruan van de provincie Oost-Java, Indonesië. Pusung Malang telt 3387 inwoners (volkstelling 2010).